# Distância angular
Em matemática (em particular geometria e trigonometria) e nas ciências naturais (por exemplo, astronomia e geofísica), a separação angular, ou distância angular, ou separação aparente, ou distância aparente entre dois objetos pontuais, vistos de uma posição diferente das dos objetos, é o ângulo entre as duas direções que se originam no observador e apontam para esses dois objetos.  

## Uso
O termo separação (ou distância) angular é tecnicamente sinônimo de ângulo, mas tem o objetivo de sugerir a distância linear entre esses objetos (por exemplo, estrelas observadas da Terra), que frequentemente é muito grande ou desconhecida.

## Medição
Como a separação angular é conceitualmente idêntica ao ângulo, ela é medida nas mesmas unidades, como graus ou radianos, utilizando instrumentos como goniômetros ou instrumentos ópticos especialmente projetados para apontar para direções bem definidas e gravar os ângulos correspondentes (como os telescópios). 

## Equação
Para calcular a separação angular {\displaystyle \theta } em segundos de arco para sistemas de estrelas binárias, planetas extrassolares, objetos do Sistema Solar e outros objetos astronômicos, é utilizada a distância orbital (semieixo maior) {\displaystyle a}, em UA, dividida pela distância estelar {\displaystyle D}, em parsecs, e pela aproximação de pequenos ângulos para {\displaystyle \tan({\frac {a}{D}})}:
{\displaystyle \theta \approx {\dfrac {a}{D}}}
Dadas duas posições angulares, cada uma especificada por uma ascensão reta (AR) {\displaystyle \alpha \in [0,2\pi ]} e uma declinação (Dec) {\displaystyle \delta \in [-\pi /2,\pi /2]}, a separação angular entre os dois pontos pode ser calculada como:
{\displaystyle \theta =\cos ^{-1}\left[\sin(\delta _{1})\sin(\delta _{2})+\cos(\delta _{1})\cos(\delta _{2})\cos(\alpha _{1}-\alpha _{2})\right]}